# Burevestnik Tbilisi
Il Burevestnik Tbilisi è una squadra di pallamano maschile georgiana con sede a Tbilisi.

## Palmarès

### Titoli nazionali
- Campionato sovietico: 2
1962, 1964.